# K2-22b
K2-22b는 사자자리에 위치한 외계 행성이다. 2015년에 새로이 발견된 외계 행성이다. 

## 설명
K2-22b는 지구에서 730광년 떨어진 곳에 위치하고 있으며 K2-22라는 항성을 공전하고 있다. 이행성은 뜨거운 목성인 외계 행성 중에 하나이며 모항성과 불과 1,300,000km 떨어진 매우 가까운 거리에서 공전하고 있기 때문에 행성의 온도가 매우 높은 3320°가 된다. 이는 태양계에서 태양과 가장 가까운 곳에서 공전하는 행성인 수성보다 45배 가까운 곳에서 공전하며 그로 인하여 이행성에서 1년은 고작 9시간에 불과하고 초고온 목성에 속하는 외계 행성이기도 하다. 이행성도 다른 뜨거운 목성처럼 조석 고정이 되어 있으며 이로 인해 이행성도 모항성을 향해 항상 같은 면을 향하고 있다. 이행성은 모항성과 매우 가깝기 때문에 KELT-9b처럼 모항성을 공전할 때 혜성과 같은 긴꼬리를 가지고 있으며 모항성의 방사선뿐만 아니라 모항성의 중력에 의해서도 가열되고 있고 이로 인해 행성은 코어가 드러난 상태이다. K2-22b는 다른 뜨거운 목성보다 훨씬 수명이 짧을 것으로 예상되는데 이는 이행성이 시간이 갈수록 모항성과 점점 가까워지고 있기 때문이다. 이행성은 수백만년 후에는 모항성의 속으로 빨려들어가 소멸할 것으로 예상되는 행성이다.

## 같이 보기
- 목성형 행성
- 뜨거운 목성
- 외계 행성
- 사자자리